# ベルナール・ディオメド
ベルナール・ニコラ・ティエリ・ディオメド（Bernard Nicolas Thierry Diomède, 1974年1月23日 - ）は、フランス・シェール県サン＝ドゥルシャール出身の元同国代表サッカー選手、現サッカー指導者。現役時代のポジションはFW、MF（主に左ウイング）。現在はU-20フランス代表の監督を務めている。

## クラブ経歴
AJオセールのユースを経て、1992年に同クラブでプロデビュー。ギー・ルー監督の下、リーグ・アンやクープ・ドゥ・フランスのタイトル獲得に貢献した。2000年、当時リヴァプールFCの監督であったジェラール・ウリエの希望もあり同クラブに移籍するも、出場機会に恵まれず公式戦5試合の出場に止まる。翌年1月にはACアジャクシオにレンタル移籍し、シーズン終了後に同クラブへ完全移籍した。2004-05シーズンにはリーグ・ドゥ（2部）のUSクレテイユ＝リュシタノ、さらに翌シーズンはフランス全国選手権（3部）のクレルモン・フットと1年単位で移籍していき、その後1年半の無所属期間を経て、2008年1月18日に現役引退を発表した。

## 代表経歴
1998年の1月にスペイン戦でデビューすると、同年に自国で開催されたワールドカップのメンバーに選出。計3試合に出場し、決勝ではベンチで優勝を経験した。しかしながら、W杯以後には代表に招集されることはなかった。

## 引退後
2008年にイシー＝レ＝ムリノーでフットボールアカデミーを設立し、アラン・サン＝マクシマンらを輩出している。

## 代表歴

### 出場大会
- フランス代表
  - 1998 FIFAワールドカップ

### 試合数
- 国際Aマッチ 8試合 0得点（1998年）[4]

| フランス代表 | 国際Aマッチ | 国際Aマッチ |
| 年           | 出場        | 得点        |
| ------------ | ----------- | ----------- |
| 1998         | 8           | 0           |
| 通算         | 8           | 0           |